# Sekretariat für den Antarktisvertrag
Sekretariat für den Antarktisvertrag (Antarctic Treaty Secretariat (ATS)) ist eine Organisation, die für die Verwaltung von mehreren Aufgaben der Antarktisvertrag-Konsultativtagungen (ATCM – Antarctic Treaty Consultative Meeting) zuständig ist. So zum Beispiel die Unterstützung der jährlichen Treffen der Unterzeichnerstaaten des Antarktisvertrag oder die Veröffentlichung des Jahresberichts. Die Organisation wurde 2003 während des XXVI ATCM in Madrid gegründet.
Weitere Tätigkeiten, die vom Sekretariat durchgeführt werden, beinhalten zu einem die Unterstützung der Sitzungen des Ausschusses für Umweltschutz (CEP), die Verbesserung der Kommunikation zwischen den Unterzeichnerstaaten des Vertrags, sowie Neukompilierung, Lagerung und Verteilung von Informationen, wie z. B. die ATCM- und CEP-Datensätze.
Der erste Sekretär war Jan Huber aus den Niederlanden. Er hatte die Position für fünf Jahre inne bis zum 31. August 2009. Er wurde von Manfred Reinke abgelöst, der vom ATCM in Baltimore gewählt wurde. Seit 2017 ist Albert Lluberas Bonaba im Amt.
Bis zum 1. September 2004 hatte das Sekretariat keine dauerhafte Einrichtung. Seit 2004 ist das Sekretariat des Antarktisvertrages in Buenos Aires eingerichtet.